# Optische Aktivität

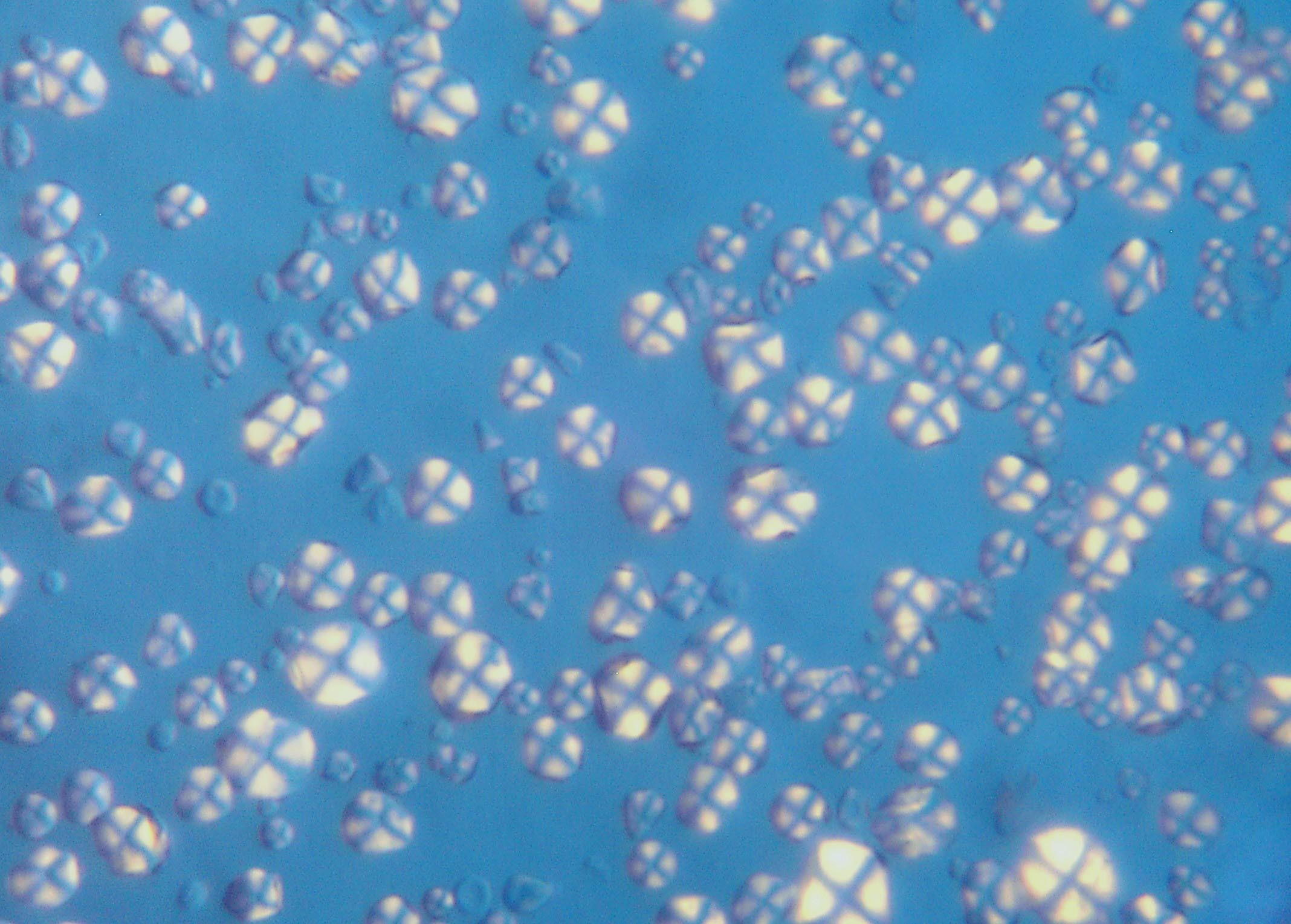
Stärkekörner zwischen den gekreuzten Polarisationsfiltern eines Polarisationsmikroskops.
Die Körner kontrastieren hell gegen den Hintergrund, da Stärke optisch aktiv ist, also die Richtung der Polarisation dreht. Die Körner zeigen dunkle Kreuze parallel zu den Richtungen der Filter. Das liegt daran, dass die Stärke in diesen Körnern radial orientierte, uniaxial doppelbrechende Kristalle bildet.

Die optische Aktivität (nach Ph. Eur. optische Drehung) ist eine Eigenschaft mancher durchsichtiger Materialien, die Polarisationsrichtung des Lichts zu drehen. Beim Durchgang von linear polarisiertem Licht durch ein optisch aktives Medium wird die Polarisationsebene des Lichts an jedem Molekül ein wenig gedreht. Bei chiralen Molekülen mittelt sich dieser an jedem Einzelmolekül auftretende Effekt nicht mit statistischer Sicherheit wieder zu Null heraus, so dass sich die Einzeldrehungen akkumulieren können. Es resultiert nach Durchgang des Lichts durch den gesamten Substanzkörper ein großer messbarer Netto-Drehbetrag. Die optische Aktivität kann mit einem Polarimeter ermittelt werden.
Man unterscheidet zwischen rechtsdrehenden (Polarisationsebene beobachterseitig rechtsdrehend) und linksdrehenden Substanzen. Eine dritte Kategorie bilden Racemate, in denen stets gleiche Konzentrationen der beiden rechts- und linksdrehenden Substanzen (Enantiomere) vorliegen und die somit optisch inaktiv sind.

## Chemisch-physikalische Ursachen

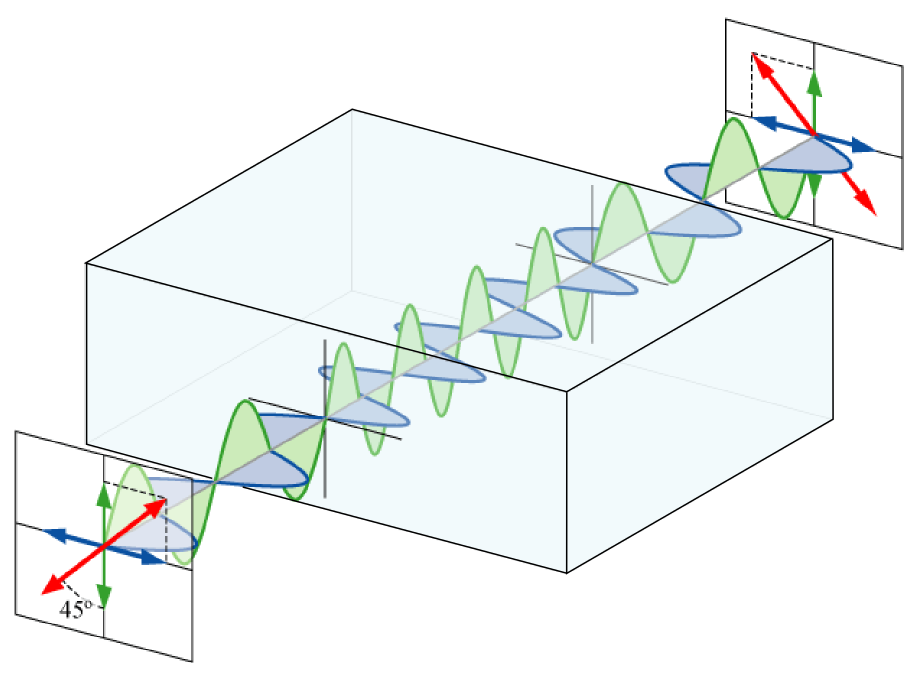
Funktionsweise einer Wellenplatte

### Polarisiertes Licht
Licht ist eine elektromagnetische Welle. Bei einer solchen schwingt ein elektrisches Feld – d. h. der Feldvektor, der die Feldstärke und -richtung beschreibt – senkrecht zum Wellenvektor (Ausbreitungsrichtung) der Welle. Durch die Schwingung des Vektors und die Ausbreitungsrichtung ist also eine ganz bestimmte Ebene im Raum ausgezeichnet. Schaut man dem Strahl entgegen, so sieht man nur die „Kante“ dieser Ebene, die in einem bestimmten Winkel geneigt ist.
Normales Licht enthält Strahlen, die in jeder beliebigen Richtung schwingen, linear polarisiertes Licht dagegen schwingt nur in einer Ebene. In optisch aktiven Substanzen wird die Neigung dieser Ebene verändert. Somit wird auch normales Licht von optisch aktiven Stoffen gedreht, nur fällt es nicht auf, weil vorher wie nachher alle Richtungen vertreten sind. Im Gegensatz dazu ist bei polarisiertem Licht die Änderung des Winkels direkt messbar.

### Drehung der Polarisationsrichtung

„linksdrehend“ oder „gegen den Uhrzeigersinn“:
bzw.

„rechtsdrehend“ oder „im Uhrzeigersinn“:
bzw.

Um das Phänomen der optischen Aktivität zu verstehen, muss man sich zunächst klarmachen, warum die meisten Stoffe nicht optisch aktiv sind. Denn jedes Molekül jeder Verbindung enthält Ladungsschwerpunkte und somit ein elektrisches Feld, das mit der Welle in Wechselwirkung tritt und die Schwingungsebene leicht drehen kann. Der Grad dieser Drehung hängt entscheidend von der räumlichen Orientierung des Moleküls zur Welle ab. Durch das exakte Spiegelbild eines Moleküls (das Enantiomer) wird eine erfolgte Drehung genau wieder rückgängig gemacht.
In einer Lösung sind die Moleküle durch die thermische Bewegung in jede mögliche Lage statistisch verteilt. Man kann also sagen, ein durch ein Molekül gedrehter Strahl wird auf ein Molekül treffen, das so gedreht ist, dass es genau dem Spiegelbild des ersten entspricht und die Drehung rückgängig macht. Im Allgemeinen sind Substanzen also nicht optisch aktiv. Wenn Enantiomere in gleicher Menge (1:1-Gemisch) vorhanden sind und sich somit die Drehung des polarisierten Lichts wieder aufhebt, spricht man von einem Racemat.
Genau bei der Spiegelbild-Vorstellung liegt nun der Grund für die optische Aktivität chiraler Substanzen: nach Definition lassen sie sich nicht durch Rotation zur Deckung mit ihrem Spiegelbild bringen, d. h., durch Drehen in ihr Spiegelbild umwandeln, wodurch beim reinen Enantiomer keine Spiegelbilder vorliegen und die Drehung also nicht genau rückgängig gemacht werden kann. Daraus resultiert tatsächlich eine makroskopische Drehung der Polarisation.
Drehungen werden konventionell mit positivem Vorzeichen (+) angegeben und als rechts bezeichnet, wenn sie beim Blick gegen die Ausbreitungsrichtung im Uhrzeigersinn erfolgen. Die Stoffe heißen entsprechend rechts- bzw. linksdrehend. Es gibt keine beständige, d. h. für alle Stoffe geltende Korrelation zwischen der (R)- bzw. (S)-Konfiguration (oder der D- bzw. L-Konfiguration) von Enantiomeren und der Drehrichtung des linear-polarisierten Lichts.
Überlagern sich zwei gegensinnig zirkular polarisierte Wellen gleicher Frequenz und gleicher Amplitude, so entsteht eine linear polarisierte Welle. Bei der optischen Aktivität erfolgt das Gegenteil: eine linear polarisierte Welle wird in zwei zirkular polarisierte Wellen aufgeteilt, eine links- und eine rechtsdrehende. Optisch aktive Stoffe haben nun die Eigenschaft, dass eine dieser beiden Wellen eine höhere Ausbreitungsgeschwindigkeit hat. Am Ende des Kristalls hat sich also eine Welle nicht so weit gedreht wie die andere, die Überlagerung beider Wellen ergibt wieder eine linear polarisierte Welle (die Frequenz wird im Medium nicht verändert), deren elektrischer Feldvektor allerdings um einen Winkel Alpha gedreht ist.

### Prinzip
Grund für die Drehung der Schwingungsebene des polarisierten Lichts ist, dass die Elektronen in einem Molekül als geladene Teilchen ihr eigenes elektrisches Feld erzeugen. Dieses tritt in Wechselwirkung mit dem Lichtstrahl. Je nachdem wie die Lage des Moleküls ist, wird die Ebene des Lichts gedreht. So gibt es bei achiralen Molekülen für jede Ausrichtung des Moleküls ein zusätzliches Molekül mit einer spiegelbildlichen Ausrichtung. Dieses sorgt dafür, dass die Ebene des Lichts um genau den gleichen Betrag wieder zurückgedreht wird. Beim Durchstrahlen der Lösung werden natürlich unzählige Moleküle getroffen, jedoch gibt es in der Summe keine Rotation, weshalb das Molekül auch optisch inaktiv ist. Bei optisch aktiven, chiralen Verbindungen gibt es kein spiegelbildliches Molekül, das für die Rückdrehung zuständig ist. Die Drehung der Schwingungsebene des linear polarisierten Lichtes wird nicht kompensiert, weshalb schlussendlich mithilfe des Polarimeters die Rotation gemessen werden kann.

### Spezifischer Drehwinkel
Der makroskopische Drehwinkel {\displaystyle \alpha }, den man beim Durchgang von linear polarisiertem Licht durch eine optisch aktive Substanz findet, hängt zunächst von der Substanz selbst ab, d. h. verschiedene Moleküle beeinflussen das Licht unterschiedlich. Darüber hinaus wird der Drehwinkel von folgenden Faktoren beeinflusst:
- von der Wellenlänge des Lichts, auch Optische Rotationsdispersion (ORD) genannt
- von der Temperatur der Probe, die die thermische Bewegung des einzelnen Moleküls bestimmt
- von der Anzahl der Moleküle, die vom Licht passiert werden, also von der Konzentration einer Probe und der Länge, die das Licht durch die Probe zurücklegt
- vom Lösungsmittel, falls es sich um eine Lösung handelt.

Wenn die Wellenlänge λ des Lichts und die Temperatur T gegeben sind, kann man den spezifischen Drehwinkel α einer Substanz (für diese Wellenlänge und diese Temperatur) bestimmen:
{\displaystyle \left[\alpha \right]_{\lambda }^{T}={\frac {\alpha }{\beta \cdot d}}}
mit
- dem gemessenen (unspezifischen) Drehwinkel {\displaystyle \alpha }
- der Massenkonzentration {\displaystyle \beta } der Lösung
- der durchstrahlten Dicke {\displaystyle d}.

In Tabellenwerken ist der Winkel üblicherweise für gelbes Natriumlicht (λ = 589 nm bzw. „D“ für die Natrium-D-Linie) und eine Temperatur von 20 °C (oder 25 °C) mit dem Formelzeichen {\displaystyle \left[\alpha \right]_{D}^{20}} (oder {\displaystyle \left[\alpha \right]_{D}^{25}}) angegeben.
Literaturwerte beziehen sich auf die sonst eher unüblichen Einheiten {\displaystyle \beta } = 1 g/cm³ und d = 1 dm.
Nach
{\displaystyle [\alpha ]={\frac {k}{\lambda ^{2}}}}
mit der Kreiswellenzahl {\displaystyle k} hängt der Drehwinkel reziprok vom Quadrat der Wellenlänge {\displaystyle \lambda } ab, sofern ein Wellenlängenbereich betrachtet wird, in dem der optisch aktive Stoff kein Licht absorbiert. Im Bereich von Absorptionsmaxima dominiert dagegen der Cotton-Effekt.

### Andere Ursachen
Auch die meisten Kristalle drehen das Licht, u. a. Quarz, Calcit, Zinnober und Natriumchlorat. Bei ihnen liegt die Asymmetrie in der Kristallstruktur.
In Anwesenheit eines statischen magnetischen Feldes sind alle Moleküle optisch aktiv. Dieser Faraday-Effekt war eine der ersten Entdeckungen, die einen Zusammenhang zwischen Licht und Elektromagnetismus zeigten.

### Drehwinkel
Der Drehwinkel {\displaystyle \alpha }, um den die Polarisationsebene von linear polarisiertem Licht der Wellenlänge {\displaystyle \lambda } nach Durchlaufen der Strecke {\displaystyle d} gedreht wurde, ist:
{\displaystyle \alpha ={\frac {\pi d}{\lambda }}(n_{\mathrm {l} }-n_{\mathrm {r} })}
wobei {\displaystyle n_{\mathrm {l} }} der Brechungsindex für linksdrehendes und {\displaystyle n_{\mathrm {r} }} derjenige für rechtsdrehendes Licht ist.

## Praktische Bedeutung
Messbar ist die optische Aktivität mittels eines Polarimeters. Aus dem gemessenen Drehwinkel lässt sich mit obiger Formel die Konzentration einer Lösung errechnen, was besonders bei der Konzentrationsbestimmung von Zuckerlösungen mit Polarimetern. in der Zuckerverarbeitung Anwendung findet (Saccharimetrie) 
Einige historische Bezeichnungen sind auf diese praktische Anwendung zurückzuführen:
- Dextrose (lateinisch dexter ‚rechts)‘ ist ein historischer Name der Glucose, die rechtsdrehend ist.
- Laevulose (lateinisch laevus ‚links‘) ist ein historischer Name der Fructose, die linksdrehend ist.
- Invertzucker ist ein Gemisch aus Glucose und Fructose, das bei der Spaltung von Saccharose entsteht. Dabei wird die Drehrichtung von rechts nach links invertiert, der neue Drehwinkel ist die Summe der Drehwinkel der in gleicher Konzentration vorliegenden Glucose und Fructose.

Naturstoffe besitzen häufig eine Vielzahl chiraler Zentren mit eindeutiger Konfiguration und liegen daher in Form von Enantiomeren vor. Diese drehen die Ebene des polarisierten Lichtes um den gleichen Betrag in entgegengesetzte Richtungen (unterschiedliche Vorzeichen) und besitzen gewöhnlich unterschiedliche physiologische Wirkungen auf lebende Organismen. Deshalb ist die Messung der optischen Reinheit mit einem Polarimeter ein wichtiges Qualitätskriterium für chirale Arzneistoffe.